# ساكن القريضة السقطري
ساكن القريضة السقطري أو الفُصَّية السقطري (الاسم العلمي: Cisticola haesitatus)، هو نوع من الطيور في عائلة ساكنات القريضة. وهو مستوطن في جزيرة سقطرى في بحر العرب.
موائله الطبيعية هي الشجيرات الجافة شبه الاستوائية أو الاستوائية والأراضي العشبية شبه الاستوائية أو الاستوائية عالية الارتفاع. النوع مهدد بفعل فقدان الموائل.